# Thai Port Football Club
Maillots
Actualités
Le Thai Port Football Club (en thaï : สโมสรฟุตบอล การท่าเรือ), plus couramment abrégé en Thai Port FC, est un club thaïlandais de football fondé en 1967 et basé à Bangkok, la capitale du pays.
Le club évolue en première division nationale depuis 1996. 

## Histoire
Fondé en sous le nom de Port Authority of Thailand, le changement de nom du club a lieu en début d'année 2009.

## Palmarès
| \| - Championnat de Thaïlande (6) : - Champion : 1974, 1976, 1978, 1979, 1985 et 1991. - Vice-champion : 1999. - Coupe de Thaïlande (1) : - Vainqueur : 2009. - Finaliste : 2011. \| \| - Coupe de la Reine (1) : - Vainqueur : 1987. \| |  |                                               |
| - Championnat de Thaïlande (6) : - Champion : 1974, 1976, 1978, 1979, 1985 et 1991. - Vice-champion : 1999. - Coupe de Thaïlande (1) : - Vainqueur : 2009. - Finaliste : 2011.                                                           |  | - Coupe de la Reine (1) : - Vainqueur : 1987. |

## Personnalités du club

### Présidents du club
- Nualphan Lamsam (depuis 2015)[2]

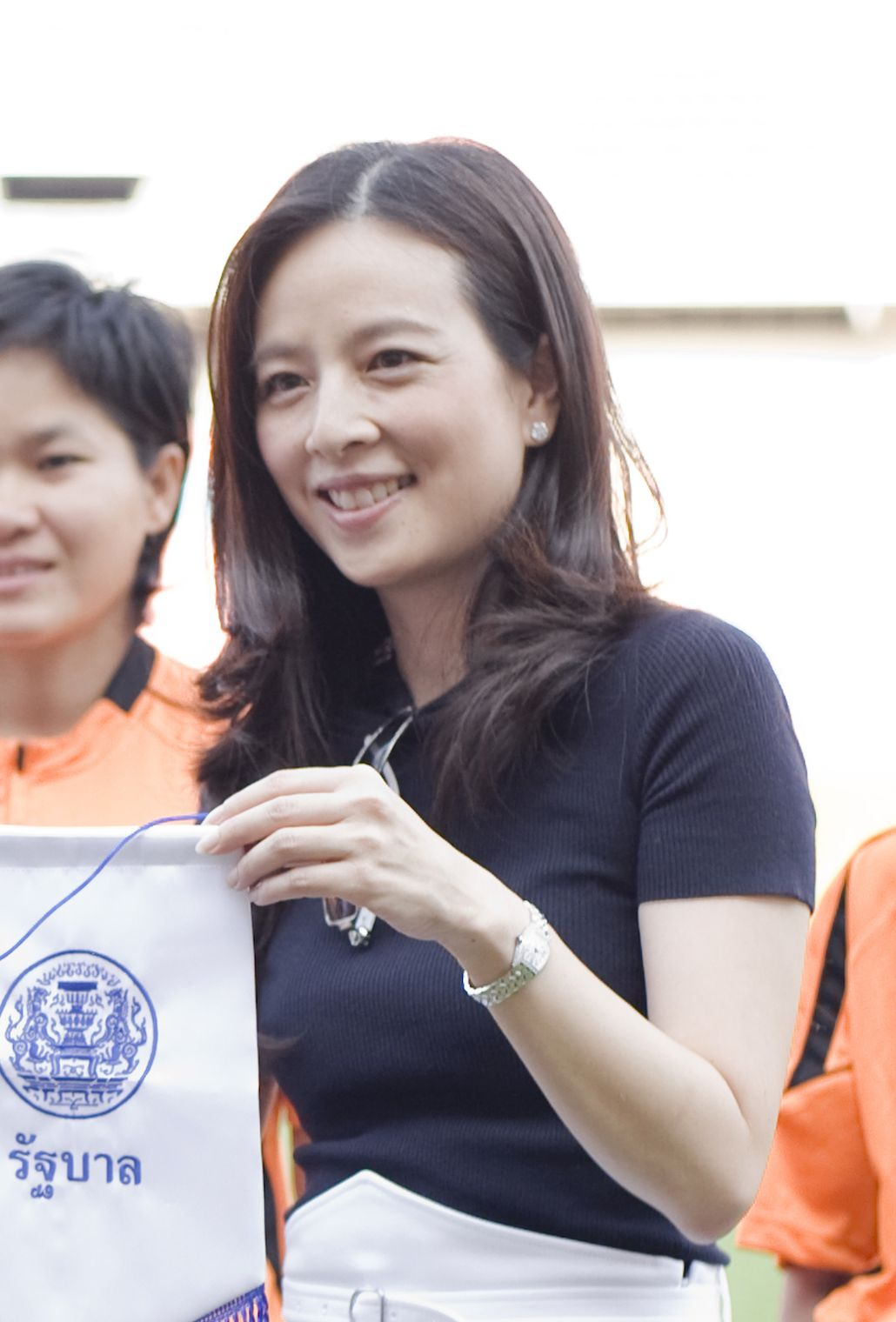
Nualphan Lasmsam, femme d'affaires dirigeant le club.

### Entraîneurs du club
- Daoyod Dara 1996–2001
- Niwat Srisawat 2002–2007
- Somchart Yimsiri 2008
- Paiboon Lertvimonrut 2009
- Sasom Pobprasert 2009–2011
- Thongchai Sukkoki 2011–2012
- Piyakul Kaewnamkang 2012
- Adul Leukijna 2012
- Worakorn Wichanarong 2012
- Dusit Chalermsan 2012–2014
- Somchai Chuayboonchum 2014–2015
- Paiboon Lertvimonrut 2015
- Gary A. Stevens 2015
- Somchai Subpherm 2015
- Masahiro Wada 2015–2016
- Jadet Meelarp 2016–2017
- Kiatisuk Senamuang 2017
- Jadet Meelarp 2017–2019
- Choketawee Promrut 2019–2020
- Jadet Meelarp 2020
- Sarawut Treephan 2020–2021
- Dusit Chalermsan 2021
- Sarawut Treephan 2021–2022
- Weerayut Binebdullohman 2022
- Jadet Meelarp 2022
- Scott Cooper 2022
- Matthew Holland 2022–2023
- Choketawee Promrut and Surapong Kongthep 2023

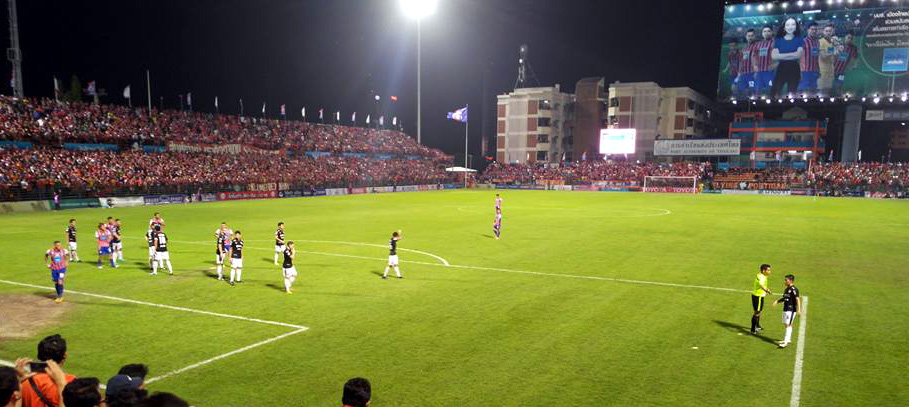
PAT Stadium

- Rangsan Viwatchaichok 2023–2025
- Choketawee Promrut 2025
- Alexandre Gama 2025–

### Joueurs célèbres du club
- Josimar
- Sarayoot Chaikamdee